# Circondario di Aschersleben-Staßfurt
Il circondario di Aschersleben-Staßfurt (in tedesco Landkreis Aschersleben-Staßfurt) era un circondario della Sassonia-Anhalt di 93.630 abitanti, che aveva come capoluogo Aschersleben.
Venne creato il 1º luglio 1994, raccogliendo la quasi totalità del territorio dei circondari di Aschersleben e Staßfurt, e parte del territorio del circondario di Hettstedt. Il 1º luglio 2007 è stato poi unito con i circondari di Bernburg e Schönebeck, a formare il nuovo circondario del Salzlandkreis.

## Città e comuni
(Abitanti al 31 dicembre 2006)
| Città 1. Aschersleben (25.791) 2. Egeln (3.939) 3. Falkenstein/Harz (6.187) 4. Hecklingen (7.947) 5. Hoym (2.611) 6. Staßfurt (22.758) | Comuni 1. Amesdorf (812) 2. Borne (1.363) 3. Drohndorf (519) 4. Etgersleben (798) 5. Freckleben (723) 6. Friedrichsaue (200) 7. Frose (1.518) 8. Gatersleben (2.422) 9. Giersleben (1.118) 10. Groß Schierstedt (630) 11. Hakeborn (805) 12. Mehringen (1.105) 13. Nachterstedt (2.155) 14. Neu Königsaue (344) 15. Neundorf (Anhalt) (2.245) 16. Schackenthal (335) 17. Schadeleben (714) 18. Tarthun (814) 19. Unseburg (1.274) 20. Westdorf (918) 21. Westeregeln (2.063) 22. Wolmirsleben (1.522) |